# 2021-es Formula–1 osztrák nagydíj
Az osztrák nagydíj volt a 2021-es Formula–1 világbajnokság kilencedik futama, amelyet 2021. július 2. és július 4. között rendeztek meg a Red Bull Ringen, Spielberg városában.

## Választható keverékek
| Abroncs              | Friss | Használt |
| -------------------- | ----- | -------- |
| Kemény keverék (C3)  |       |          |
| Közepes keverék (C4) |       |          |
| Lágy keverék (C5)    |       |          |
| Átmeneti esőgumi (I) |       |          |
| Teljes esőgumi (W)   |       |          |

## Szabadedzések

### Első szabadedzés
Az osztrák nagydíj első szabadedzését július 2-án, pénteken délelőtt tartották, magyar idő szerint 11:30-tól.
| helyezés | versenyző        | csapat/motor          | elért idő | különbség | futott kör |
| -------- | ---------------- | --------------------- | --------- | --------- | ---------- |
| 1        | Max Verstappen   | Red Bull-Honda        | 1:05,143  | −         | 37         |
| 2        | Charles Leclerc  | Ferrari               | 1:05,409  | +0,266    | 33         |
| 3        | Carlos Sainz Jr. | Ferrari               | 1:05,431  | +0,288    | 33         |
| 4        | Valtteri Bottas  | Mercedes              | 1:05,445  | +0,302    | 31         |
| 5        | Cunoda Júki      | AlphaTauri-Honda      | 1:05,474  | +0,331    | 35         |
| 6        | Kimi Räikkönen   | Alfa Romeo-Ferrari    | 1:05,586  | +0,443    | 28         |
| 7        | Lewis Hamilton   | Mercedes              | 1:05,709  | +0,566    | 32         |
| 8        | Sergio Pérez     | Red Bull-Honda        | 1:05,726  | +0,583    | 31         |
| 9        | Pierre Gasly     | AlphaTauri-Honda      | 1:05,726  | +0,583    | 36         |
| 10       | Lando Norris     | McLaren-Mercedes      | 1:05,880  | +0,737    | 28         |
| 11       | Esteban Ocon     | Alpine-Renault        | 1:05,980  | +0,837    | 30         |
| 12       | Daniel Ricciardo | McLaren-Mercedes      | 1:06,181  | +1,038    | 31         |
| 13       | Lance Stroll     | Aston Martin-Mercedes | 1:06,203  | +1,060    | 30         |
| 14       | Csou Kuan-jü     | Alpine-Renault        | 1:06,414  | +1,271    | 29         |
| 15       | Sebastian Vettel | Aston Martin-Mercedes | 1:06,444  | +1,301    | 28         |
| 16       | Callum Ilott     | Alfa Romeo-Ferrari    | 1:06,564  | +1,421    | 23         |
| 17       | Mick Schumacher  | Haas-Ferrari          | 1:06,583  | +1,440    | 29         |
| 18       | Roy Nissany      | Williams-Mercedes     | 1:06,683  | +1,540    | 34         |
| 19       | Nicholas Latifi  | Williams-Mercedes     | 1:06,978  | +1,835    | 36         |
| 20       | Nyikita Mazepin  | Haas-Ferrari          | 1:07,316  | +2,173    | 30         |

### Második szabadedzés
Az osztrák nagydíj második szabadedzését július 2-án, pénteken délután tartották, magyar idő szerint 15:00-tól.
| helyezés | versenyző          | csapat/motor          | elért idő | különbség | futott kör |
| -------- | ------------------ | --------------------- | --------- | --------- | ---------- |
| 1        | Lewis Hamilton     | Mercedes              | 1:04,523  | −         | 31         |
| 2        | Valtteri Bottas    | Mercedes              | 1:04,712  | +0,189    | 34         |
| 3        | Max Verstappen     | Red Bull-Honda        | 1:04,740  | +0,217    | 35         |
| 4        | Lance Stroll       | Aston Martin-Mercedes | 1:05,139  | +0,616    | 33         |
| 5        | Sebastian Vettel   | Aston Martin-Mercedes | 1:05,268  | +0,745    | 37         |
| 6        | Cunoda Júki        | AlphaTauri-Honda      | 1:05,356  | +0,833    | 37         |
| 7        | Pierre Gasly       | AlphaTauri-Honda      | 1:05,379  | +0,856    | 38         |
| 8        | Fernando Alonso    | Alpine-Renault        | 1:05,393  | +0,870    | 34         |
| 9        | Lando Norris       | McLaren-Mercedes      | 1:05,466  | +0,943    | 34         |
| 10       | Antonio Giovinazzi | Alfa Romeo-Ferrari    | 1:05,511  | +0,988    | 32         |
| 11       | Sergio Pérez       | Red Bull-Honda        | 1:05,516  | +0,993    | 39         |
| 12       | Esteban Ocon       | Alpine-Renault        | 1:05,527  | +1,004    | 36         |
| 13       | Carlos Sainz Jr.   | Ferrari               | 1:05,620  | +1,097    | 37         |
| 14       | Kimi Räikkönen     | Alfa Romeo-Ferrari    | 1:05,624  | +1,101    | 33         |
| 15       | Daniel Ricciardo   | McLaren-Mercedes      | 1:05,698  | +1,175    | 32         |
| 16       | Charles Leclerc    | Ferrari               | 1:05,708  | +1,185    | 33         |
| 17       | George Russell     | Williams-Mercedes     | 1:05,819  | +1,296    | 36         |
| 18       | Mick Schumacher    | Haas-Ferrari          | 1:05,911  | +1,388    | 35         |
| 19       | Nicholas Latifi    | Williams-Mercedes     | 1:06,014  | +1,491    | 38         |
| 20       | Nyikita Mazepin    | Haas-Ferrari          | 1:06,173  | +1,650    | 35         |

### Harmadik szabadedzés
Az osztrák nagydíj harmadik szabadedzését július 3-án, szombaton kora délután tartották, magyar idő szerint 12:00-tól.
| helyezés | versenyző          | csapat/motor          | elért idő | különbség | futott kör |
| -------- | ------------------ | --------------------- | --------- | --------- | ---------- |
| 1        | Max Verstappen     | Red Bull-Honda        | 1:04,591  | −         | 15         |
| 2        | Valtteri Bottas    | Mercedes              | 1:05,129  | +0,538    | 22         |
| 3        | Lewis Hamilton     | Mercedes              | 1:05,277  | +0,686    | 20         |
| 4        | Pierre Gasly       | AlphaTauri-Honda      | 1:05,280  | +0,689    | 27         |
| 5        | Antonio Giovinazzi | Alfa Romeo-Ferrari    | 1:05,345  | +0,754    | 27         |
| 6        | Carlos Sainz Jr.   | Ferrari               | 1:05,347  | +0,756    | 29         |
| 7        | Sergio Pérez       | Red Bull-Honda        | 1:05,396  | +0,805    | 20         |
| 8        | Fernando Alonso    | Alpine-Renault        | 1:05,434  | +0,843    | 23         |
| 9        | Charles Leclerc    | Ferrari               | 1:05,484  | +0,893    | 35         |
| 10       | Sebastian Vettel   | Aston Martin-Mercedes | 1:05,542  | +0,951    | 22         |
| 11       | Lance Stroll       | Aston Martin-Mercedes | 1:05,546  | +0,955    | 19         |
| 12       | Cunoda Júki        | AlphaTauri-Honda      | 1:05,561  | +0,970    | 23         |
| 13       | Esteban Ocon       | Alpine-Renault        | 1:05,674  | +1,083    | 22         |
| 14       | George Russell     | Williams-Mercedes     | 1:05,694  | +1,103    | 23         |
| 15       | Lando Norris       | McLaren-Mercedes      | 1:05,700  | +1,109    | 23         |
| 16       | Daniel Ricciardo   | McLaren-Mercedes      | 1:05,725  | +1,134    | 21         |
| 17       | Kimi Räikkönen     | Alfa Romeo-Ferrari    | 1:05,747  | +1,156    | 31         |
| 18       | Mick Schumacher    | Haas-Ferrari          | 1:06,078  | +1,487    | 26         |
| 19       | Nicholas Latifi    | Williams-Mercedes     | 1:06,105  | +1,514    | 17         |
| 20       | Nyikita Mazepin    | Haas-Ferrari          | 1:06,289  | +1,698    | 28         |

## Időmérő edzés
Az osztrák nagydíj időmérő edzését július 3-án, szombaton futották, magyar idő szerint 15:00-tól.
| helyezés              | rajtszám | versenyző          | csapat/motor          | 1. rész  | 2. rész  | 3. rész  | rajthely | futott kör |
| --------------------- | -------- | ------------------ | --------------------- | -------- | -------- | -------- | -------- | ---------- |
| 1                     | 33       | Max Verstappen     | Red Bull-Honda        | 1:04,249 | 1:03,927 | 1:03,720 | 1        | 16         |
| 2                     | 4        | Lando Norris       | McLaren-Mercedes      | 1:04,345 | 1:04,415 | 1:03,768 | 2        | 19         |
| 3                     | 11       | Sergio Pérez       | Red Bull-Honda        | 1:04,833 | 1:04,483 | 1:03,990 | 3        | 24         |
| 4                     | 44       | Lewis Hamilton     | Mercedes              | 1:04,506 | 1:04,258 | 1:04,014 | 4        | 18         |
| 5                     | 77       | Valtteri Bottas    | Mercedes              | 1:04,563 | 1:04,376 | 1:04,049 | 5        | 19         |
| 6                     | 10       | Pierre Gasly       | AlphaTauri-Honda      | 1:04,841 | 1:04,412 | 1:04,107 | 6        | 21         |
| 7                     | 22       | Cunoda Júki        | AlphaTauri-Honda      | 1:04,967 | 1:04,518 | 1:04,273 | 7        | 21         |
| 8                     | 5        | Sebastian Vettel   | Aston Martin-Mercedes | 1:04,846 | 1:04,493 | 1:04,570 | 11[1]    | 20         |
| 9                     | 63       | George Russell     | Williams-Mercedes     | 1:04,907 | 1:04,553 | 1:04,591 | 8        | 15         |
| 10                    | 18       | Lance Stroll       | Aston Martin-Mercedes | 1:04,927 | 1:04,547 | 1:04,618 | 9        | 21         |
| 11                    | 55       | Carlos Sainz Jr.   | Ferrari               | 1:04,596 | 1:04,559 |          | 10       | 15         |
| 12                    | 16       | Charles Leclerc    | Ferrari               | 1:04,906 | 1:04,600 |          | 12       | 15         |
| 13                    | 3        | Daniel Ricciardo   | McLaren-Mercedes      | 1:04,977 | 1:04,719 |          | 13       | 15         |
| 14                    | 14       | Fernando Alonso    | Alpine-Renault        | 1:04,472 | 1:04,856 |          | 14       | 9          |
| 15                    | 99       | Antonio Giovinazzi | Alfa Romeo-Ferrari    | 1:04,782 | 1:05,083 |          | 15       | 15         |
| 16                    | 7        | Kimi Räikkönen     | Alfa Romeo-Ferrari    | 1:05,009 |          |          | 16       | 9          |
| 17                    | 31       | Esteban Ocon       | Alpine-Renault        | 1:05,051 |          |          | 17       | 6          |
| 18                    | 6        | Nicholas Latifi    | Williams-Mercedes     | 1:05,195 |          |          | 18       | 6          |
| 19                    | 47       | Mick Schumacher    | Haas-Ferrari          | 1:05,427 |          |          | 19       | 9          |
| 20                    | 9        | Nyikita Mazepin    | Haas-Ferrari          | 1:05,951 |          |          | 20       | 9          |
| 107%-os idő: 1:08,746 |          |                    |                       |          |          |          |          |            |

Megjegyzés:
- ↑ 1:  — Sebastian Vettel 3 rajthelyes büntetést kapott, amiért feltartotta Fernando Alonsót a Q2-ben.[3]

## Futam
Az osztrák nagydíj futama július 4-én, vasárnap rajtolt, magyar idő szerint 15:00-kor.
| helyezés | rajtszám | versenyző          | csapat/motor          | futott kör | idő/kiesés oka   | rajthely | pont  |
| -------- | -------- | ------------------ | --------------------- | ---------- | ---------------- | -------- | ----- |
| 1        | 33       | Max Verstappen     | Red Bull-Honda        | 71         | 1:23:54,543      | 1        | 26[2] |
| 2        | 77       | Valtteri Bottas    | Mercedes              | 71         | +17,973          | 5        | 18    |
| 3        | 4        | Lando Norris       | McLaren-Mercedes      | 71         | +20,019          | 2        | 15    |
| 4        | 44       | Lewis Hamilton     | Mercedes              | 71         | +46,452          | 4        | 12    |
| 5        | 55       | Carlos Sainz Jr.   | Ferrari               | 71         | +57,144          | 10       | 10    |
| 6        | 11       | Sergio Pérez       | Red Bull-Honda        | 71         | +57,915[3]       | 3        | 8     |
| 7        | 3        | Daniel Ricciardo   | McLaren-Mercedes      | 71         | +1:00,395        | 13       | 6     |
| 8        | 16       | Charles Leclerc    | Ferrari               | 71         | +1:01,195        | 12       | 4     |
| 9        | 10       | Pierre Gasly       | AlphaTauri-Honda      | 71         | +1:01,844        | 6        | 2     |
| 10       | 14       | Fernando Alonso    | Alpine-Renault        | 70         | +1 kör           | 14       | 1     |
| 11       | 63       | George Russell     | Williams-Mercedes     | 70         | +1 kör           | 8        |       |
| 12       | 22       | Cunoda Júki        | AlphaTauri-Honda      | 70         | +1 kör[4]        | 7        |       |
| 13       | 18       | Lance Stroll       | Aston Martin-Mercedes | 70         | +1 kör[5]        | 9        |       |
| 14       | 99       | Antonio Giovinazzi | Alfa Romeo-Ferrari    | 70         | +1 kör           | 15       |       |
| 15       | 7        | Kimi Räikkönen     | Alfa Romeo-Ferrari    | 70         | +1 kör[6]        | 18       |       |
| 16       | 6        | Nicholas Latifi    | Williams-Mercedes     | 70         | +1 kör[7]        | 16       |       |
| 17[8]    | 5        | Sebastian Vettel   | Aston Martin-Mercedes | 69         | baleseti sérülés | 11       |       |
| 18       | 47       | Mick Schumacher    | Haas-Ferrari          | 69         | +2 kör           | 19       |       |
| 19       | 9        | Nyikita Mazepin    | Haas-Ferrari          | 69         | +2 kör[6]        | 20       |       |
| ki       | 31       | Esteban Ocon       | Alpine-Renault        | 0          | felfüggesztés    | 17       |       |

Megjegyzés:
- ↑ 2:  — Max Verstappen a helyezéséért járó pontok mellett a versenyben futott leggyorsabb körért további 1 pontot szerzett.
- ↑ 3:  — Sergio Pérez eredetileg az 5. helyen ért célba, ám utólag összesen 10 másodperces időbüntetést kapott, amiért kétszer is leterelte a pályáról Charles Leclercet,[4] ezzel visszaesett a 6. helyre.
- ↑ 4:  — Cunoda Júki utólag 5 másodperces időbüntetést kapott, amiért átlépte a záróvonalat a boxutcába menet.[4]
- ↑ 5:  — Lance Stroll utólag 5 másodperces időbüntetést kapott, amiért túl gyorsan hajtott a boxutcában.[4]
- ↑ 6:  — Nicholas Latifi és Nyikita Mazepin utólag stop-and-go büntetést kaptak (ami – mivel nem töltötték le futam alatt – 30 másodperces időbüntetésre változott), amiért figyelmen kívül hagyták a dupla sárga zászlót. Ezzel Latifi visszaesett a 16. helyre.[4]
- ↑ 7:  — Kimi Räikkönen utólag boxutca-áthajtásos büntetést kapott (ami – mivel nem töltötte le futam alatt – 20 másodperces időbüntetésre változott), amiért balesetet okozott.[4]
- ↑ 8:  — Sebastian Vettel nem fejezte be a versenyt, de helyezését értékelték, mert a versenytáv több, mint 90%-át teljesítette.[4]

## A világbajnokság állása a verseny után
| H   | Versenyzők       | Pont | H   | Konstruktőrök         | Pont |
| --- | ---------------- | ---- | --- | --------------------- | ---- |
| 1.  | Max Verstappen   | 182  | 1.  | Red Bull-Honda        | 286  |
| 2.  | Lewis Hamilton   | 150  | 2.  | Mercedes              | 242  |
| 3.  | Sergio Pérez     | 104  | 3.  | McLaren-Mercedes      | 141  |
| 4.  | Lando Norris     | 101  | 4.  | Ferrari               | 122  |
| 5.  | Valtteri Bottas  | 92   | 5.  | AlphaTauri-Honda      | 48   |
| 6.  | Charles Leclerc  | 62   | 6.  | Aston Martin-Mercedes | 44   |
| 7.  | Carlos Sainz Jr. | 60   | 7.  | Alpine-Renault        | 32   |
| 8.  | Daniel Ricciardo | 40   | 8.  | Alfa Romeo-Ferrari    | 2    |
| 9.  | Pierre Gasly     | 39   | 9.  | Williams-Mercedes     | 0    |
| 10. | Sebastian Vettel | 30   | 10. | Haas-Ferrari          | 0    |

(A teljes táblázat)

## Statisztikák
- Vezető helyen:
  - Max Verstappen: 71 kör (1-71)
- Max Verstappen 7. pole-pozíciója, 14. versenyben futott leggyorsabb köre és 15. futamgyőzelme, ezzel második mesterhármasa, valamint első Grand Chelem-e.[5]
- A Red Bull 70. futamgyőzelme.
- Max Verstappen 50., Valtteri Bottas 61., Lando Norris 4. dobogós helyezése.
- Sergio Pérez 200. nagydíja.[6]